# Overijse
Overijse, que significa literalmente «más allá del (río) Ijse» es un municipio de Bélgica situado en la provincia del Brabante Flamenco, perteneciente a la Región Flamenca. El municipio comprende las comunas de Jezus-Eik, Malaise, Eizer, Terlanen y Tombeek.
A principios de 2018, Overijse contaba con algo más de 25 000 habitantes, mayoritariamente de lengua neerlandesa, pero con fuerte presencia de minorías lingüísticas, como la francófona y la angloparlante. 
Overijse está rodeado de bosques atravesados por kilómetros de caminos para hacer senderismo y recorrer en bicicleta. En los últimos años se han instalado en el municipio un gran número de ciudadanos europeos, atraídos por su alta calidad de vida y su proximidad a Bruselas. Overijse se sitúa en la entrada sudeste de la capital belga, con la que enlaza por medio de la autopista europea E411, y muy cerca de la Región Valona.

## Municipios limítrofes
- Auderghem
- Watermael-Boitsfort
- Tervuren
- Huldenberg
- Wavre
- Rixensart
- La Hulpe
- Hoeilaart

## Historia
Overijse debe su nombre al río Ijse, que atraviesa el municipio. A principios de la Edad Media, el río recibía el nombre de «Isca», una palabra celta que significa agua. La ortografía antigua en neerlandés era «Overijssche».
Es el lugar de nacimiento del humanista del siglo XVI Justo Lipsio, profesor de la universidad de Lovaina y amigo del impresor y editor Cristóbal Plantino.
La comuna está hermanada con las siguientes ciudades:
- Bacharach (Alemania)
- Bruttig-Fankel ( Alemania)
- Lecco (Italia)
- Mâcon (Francia)
- Modra (Eslovaquia)

## Demografía

### Evolución
Todos los datos históricos relativos al actual municipio, el siguiente gráfico refleja su evolución demográfica, incluyendo municipios después de efectuada la fusión el 1 de enero de 1977.
| Gráfica de evolución demográfica de Overijse entre 1846 y 2020 |
|                                                                |

### Conflictos lingüísticos
Situada dentro del distrito electoral de Bruselas-Hal-Vilvoorde (BHV), entre Bruselas y la Región Valona (La Hulpe, Rixensart, y Wavre), la comuna de Overijse ha sido el foco de tensiones políticas y comunales.
Desde la década de 1970 se presentan a las elecciones partidos francófonos, que obtienen de promedio un tercio de los puestos de poder.
La mayoría que gobierna actualmente lleva a cabo una política de protección activa del carácter flamenco del municipio, organizando cursos de lenguas y enviando cartas de sensibilización a las empresas y comercios, en las que se les pide que solo utilicen el neerlandés en sus letreros y sus comunicaciones por escrito. En 2005, la comuna de Overijse puso en marcha una dirección electrónica en la que los habitantes del municipio pueden señalar la existencia de carteles, y en general, de anuncios publicitarios redactados en cualquier lengua que no sea el neerlandés.
Por otra parte, un estudio de Kind en Gezin (oficina flamenca de la infancia), publicada parcialmente por el diario Le Soir, afirma que entre 2004 y 2013, los nacimientos de niños de habla neerlandesa se redujeron del 44,4% al 43,3%, mientras que los francófonos aumentaron del 21,8% al 36,5%.

## Cultura y patrimonio
La especialidad local es la uva cultivada en invernadero destinada al consumo de mesa.
Overijse cuenta con varios edificios monumentales:
- La iglesia de Sint Martinus, construida originalmente en el siglo XII. Tras varios incendios, fue reconstruida en estilo gótico tardío, y alberga la cripta de la aristocrática familia Horne.
- El castillo del Ijse, del siglo XVII, con fachada del siglo XVI y un pabellón de caza del siglo XV. En su muro se encuentra la Kellebron, una fuente del siglo XIII.[4]
- La casa consistorial, construida entre 1503 y 1505, restaurada en 1963.
- En el beguinaje (1264) hay una capilla gótica del siglo XV.
- En la localidad de Tombeek, el palacio episcopal del siglo XVI con torre del siglo XII.
- También en Tombeek, el Sanatorio Joseph Lemaire (1937), un edificio de estilo art déco del arquitecto Maxime Brunfaut[5]
- En la localidad de Jezus-Eik se encuentra la iglesia barroca Onze Lieve Vrouwenkerk, con coro de 1650 y nave de 1667, restaurada en 2007.

## Galería de imágenes

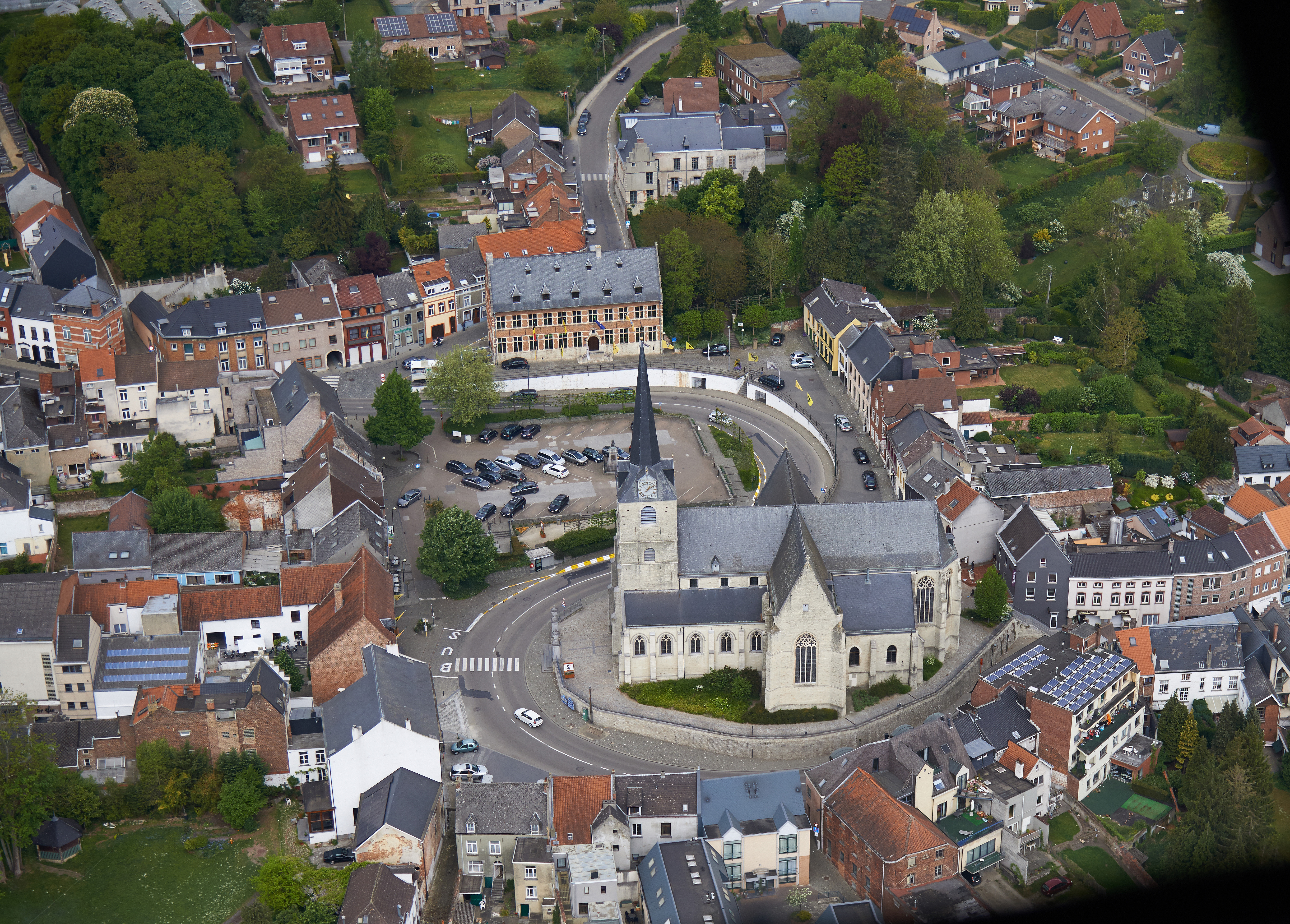
Vista aérea del centro de Overijse
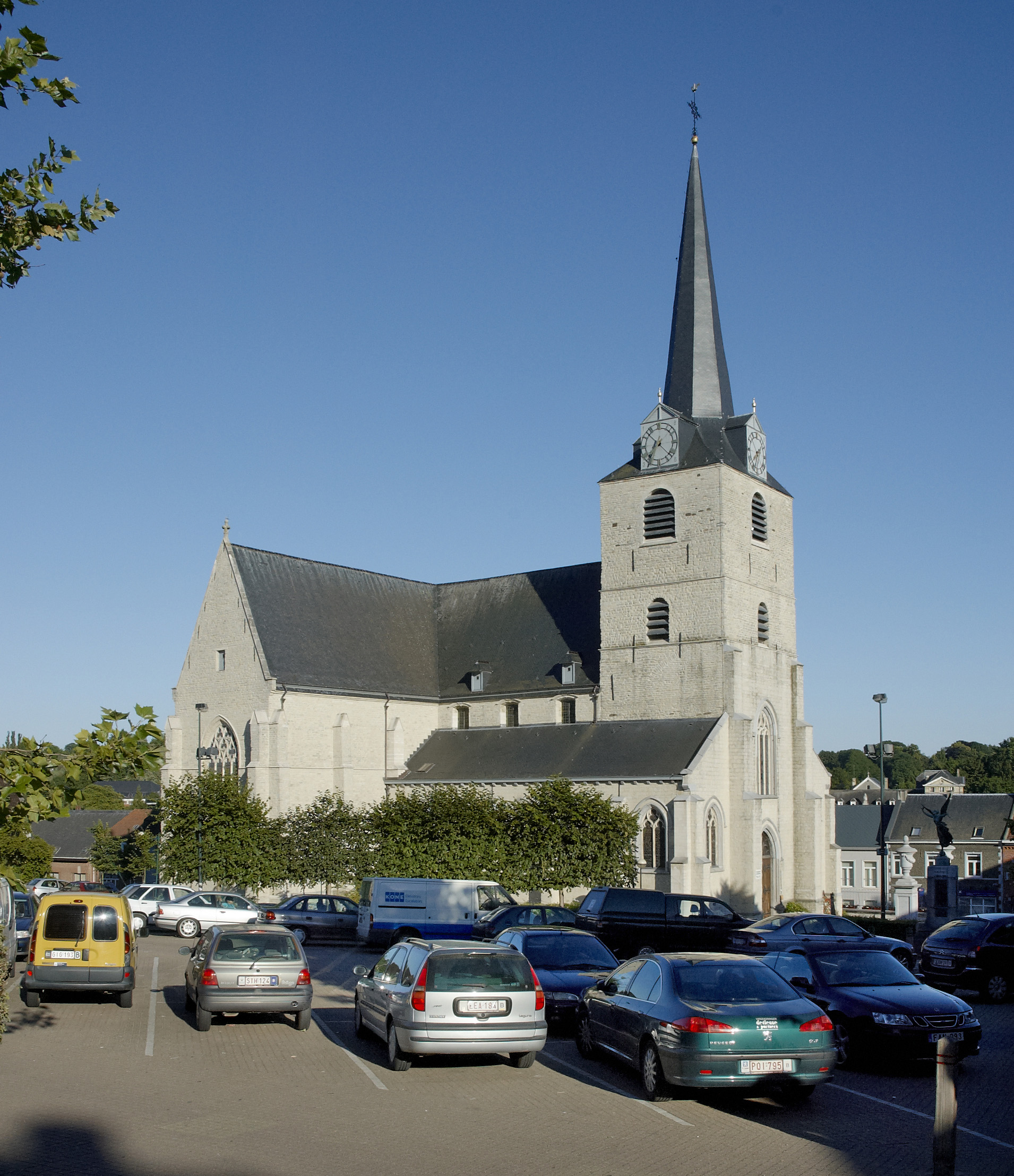
Iglesia de San Martín
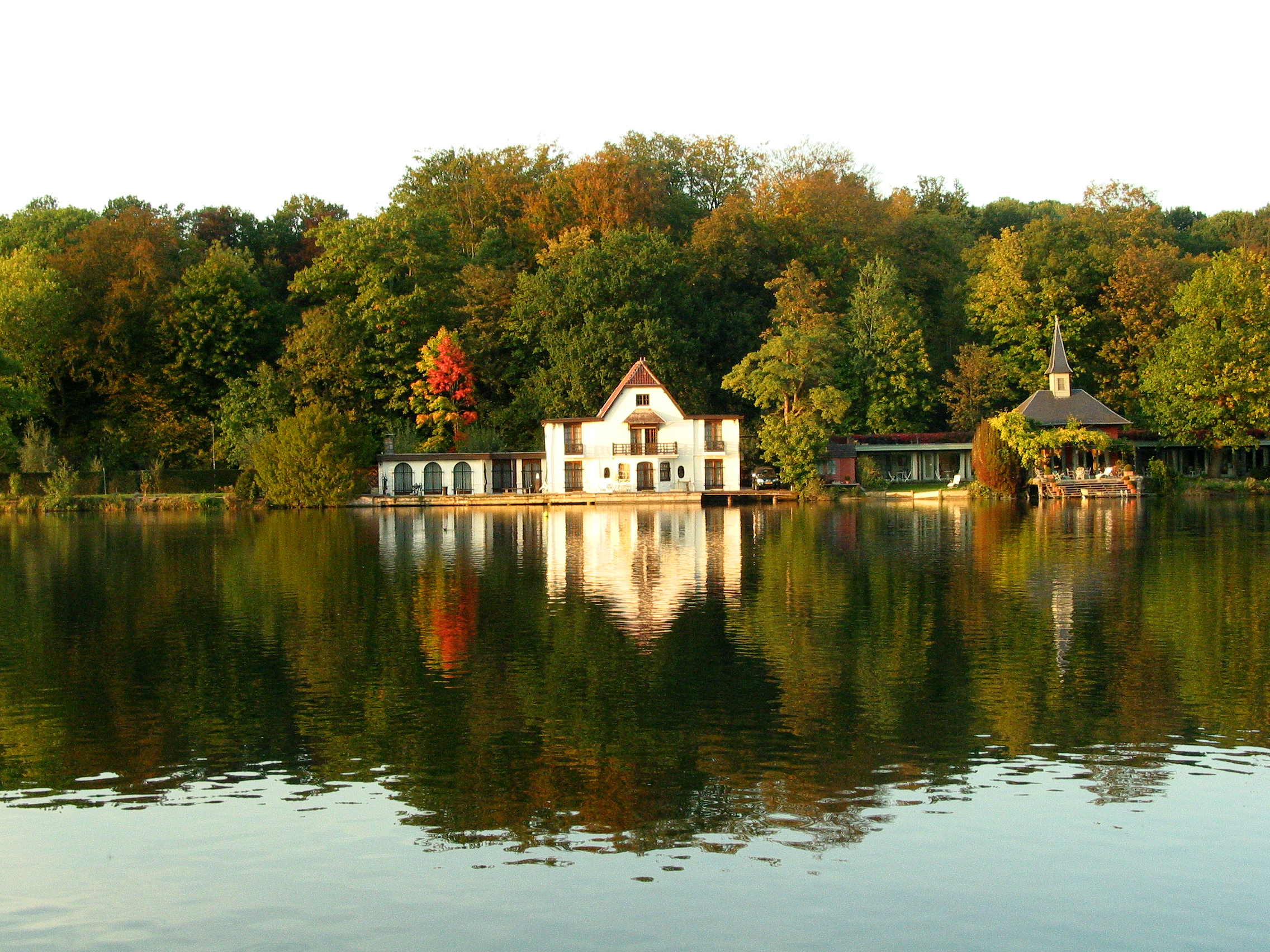
Lago de Genval
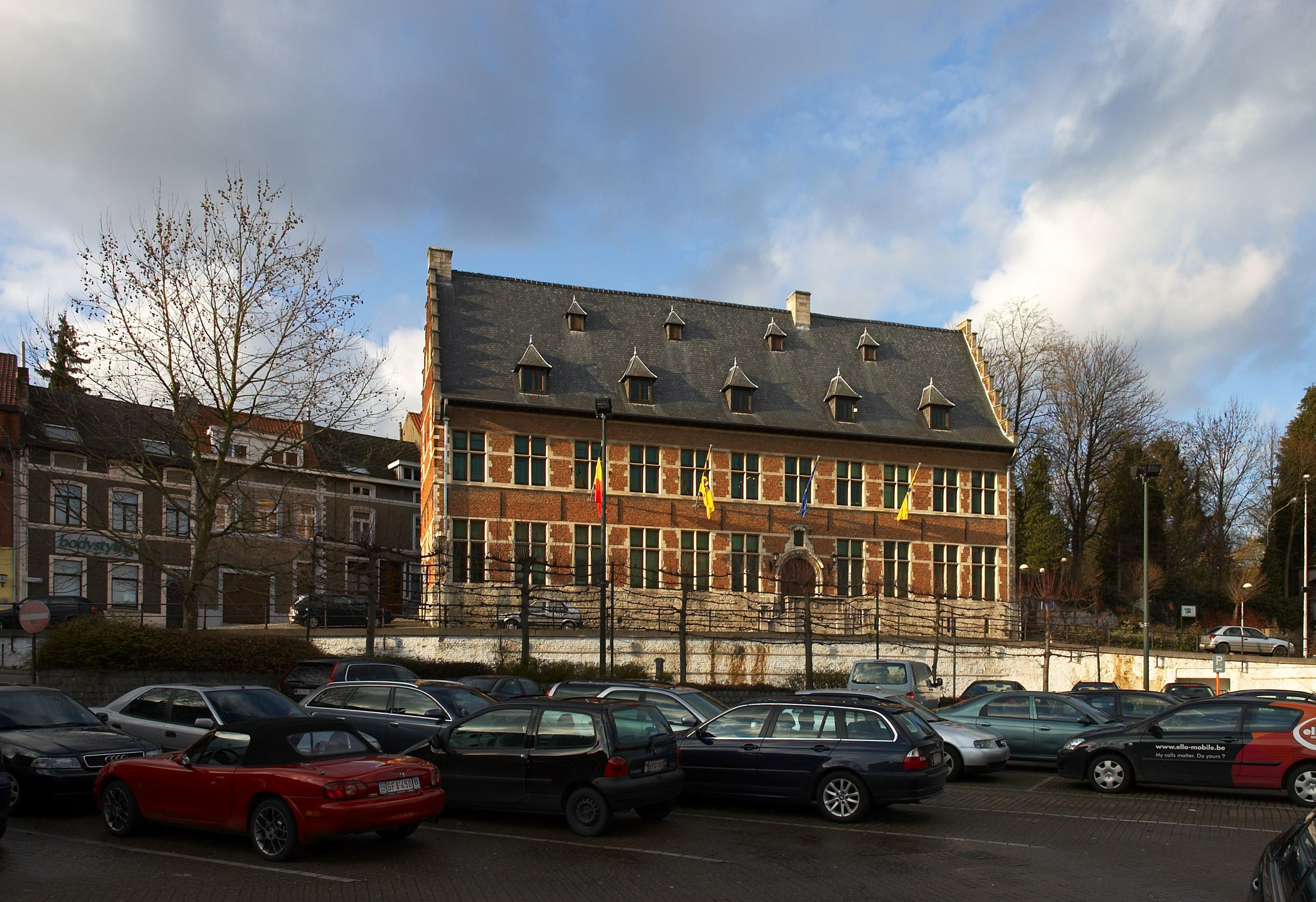
Ayuntamiento de Overijse
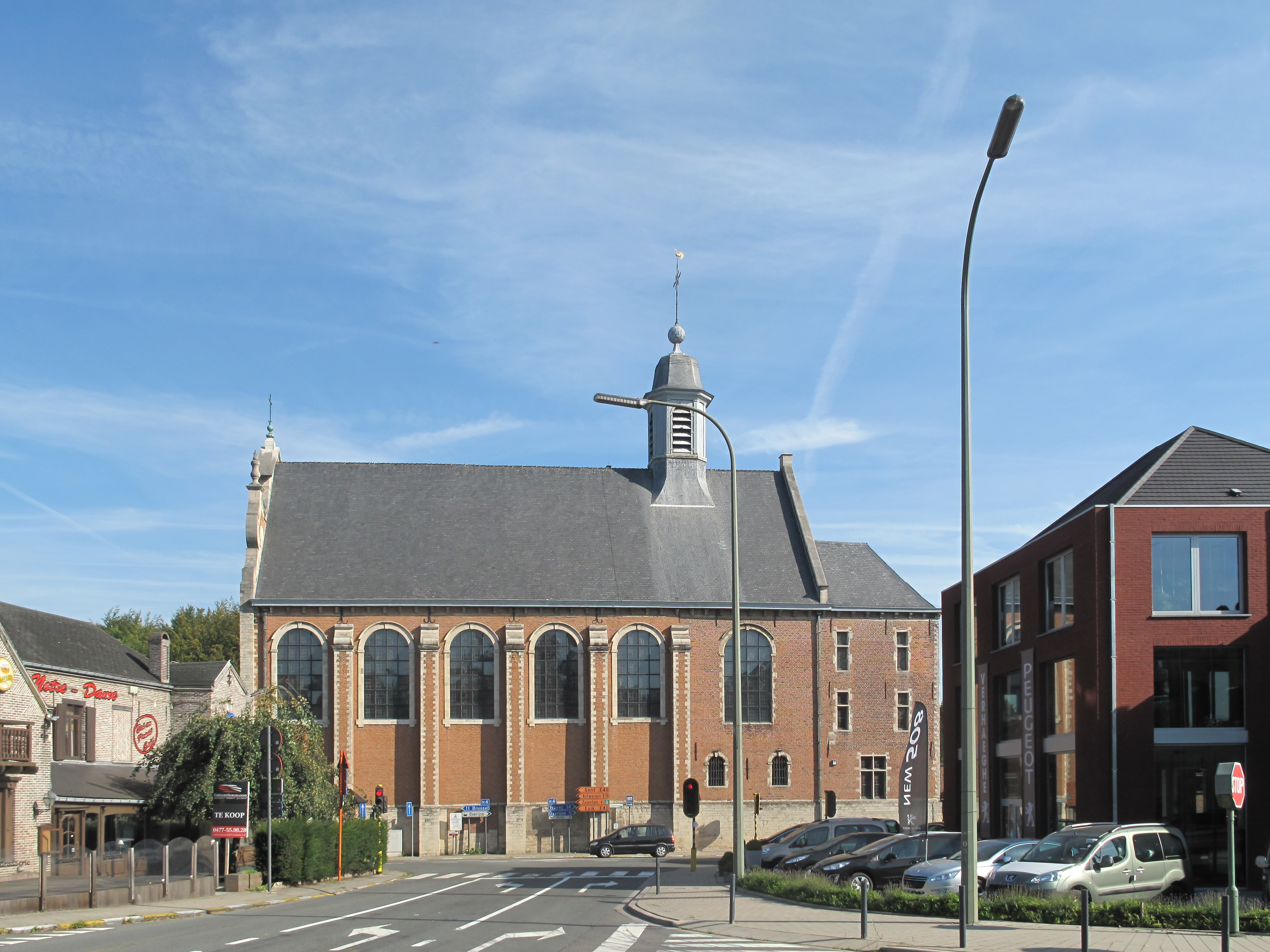
Iglesia en Jezus Eik